# 新竹縣立員東國民中學
新竹縣立員東國民中學，是臺灣新竹縣竹東鎮的一間縣立國民中學。

## 歷史
1968年，台湾開始實施九年國民義務教育，新竹縣政府於1969年4月委請竹東國中瞿惠生為籌備主任，負責規劃籌設新校，在竹東鎮南郊的員崠子地段購置農地約一甲八分，開始著手動工興建校舍並命名為「新竹縣立員東國民中學」。8月，顏長玨奉派為首任校長。
2024年員東國中參加「2024年全國中學校際籃球賽」贏得國男甲組第1名的成績，這也為新竹縣第一次奪得全國中學賽冠軍。

## 學區
包含竹東鎮上坪里、瑞峰里、軟橋里、員崠里、東寧里、中正里1至3鄰、 上舘里1至25鄰及29至43鄰。 

## 外部連結
- 員東國中 （页面存档备份，存于）